# 田辺節郎
田辺 節郎（たなべ せつろう、1915年7月29日 - 2013年7月10日）は、日本の経営者。アルナ工機社長、宝塚音楽学校校長を務めた。山梨県出身。創業者である小林一三の甥。

## 経歴・人物
1938年に慶應義塾大学経済学部を卒業し、同年に阪神急行電鉄(現在の阪急電鉄)に入社。1959年に宝塚映画製作所代表取締役に就任し、1971年から1975年までに阪急電鉄監査役、1974年から1983年までにアルナ工機社長、1985年から1991年までに宝塚音楽学校校長を歴任した。
2013年7月10日心不全のために死去。97歳没。